# Justizvollzugsanstalt Tegel
Die Justizvollzugsanstalt Tegel im gleichnamigen Ortsteil des  Bezirks Reinickendorf von Berlin ist eine der größten geschlossenen und zugleich eine der ältesten Justizvollzugsanstalten in Deutschland. Seit 1898 verbüßen dort verurteilte männliche erwachsene Strafgefangene ihre Freiheitsstrafen.

## Struktur und Zahlen
Die JVA Tegel ist eine Anstalt des geschlossenen Vollzuges. Sie gliederte sich in den 2020er Jahren in fünf Teilanstalten, darunter auch die Einrichtung zum Vollzug der Sicherungsverwahrung. Seit dem 30. Januar 2021 verfügt die JVA Tegel über den Bereich des offenen Vollzuges der Sicherungsverwahrung. Das Gelände der JVA umfasst 131.805 m², die Außenmauer ist 1465 m lang und mit 13 Wachtürmen bestückt.

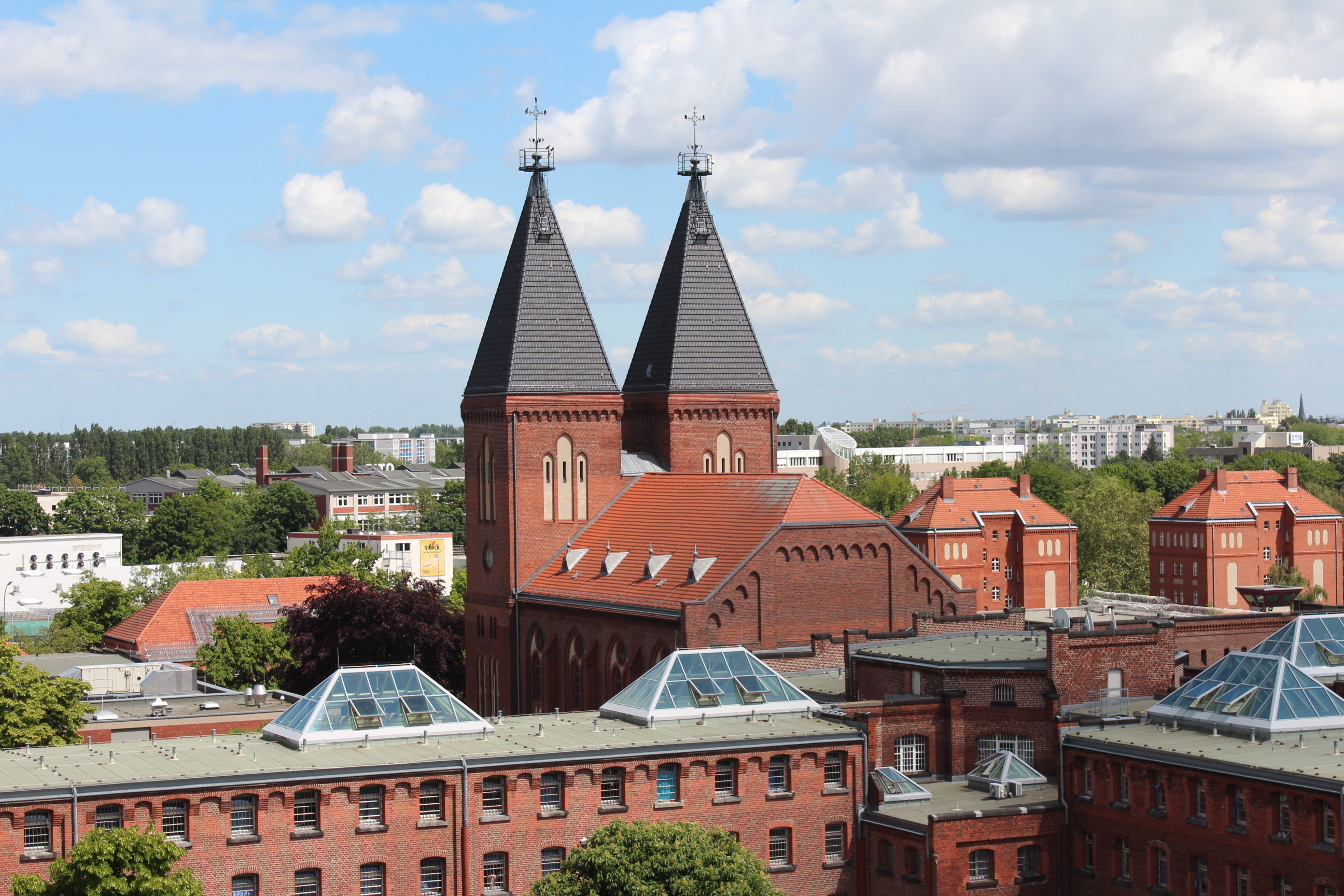
Teilanstalt II und Gefängniskirche

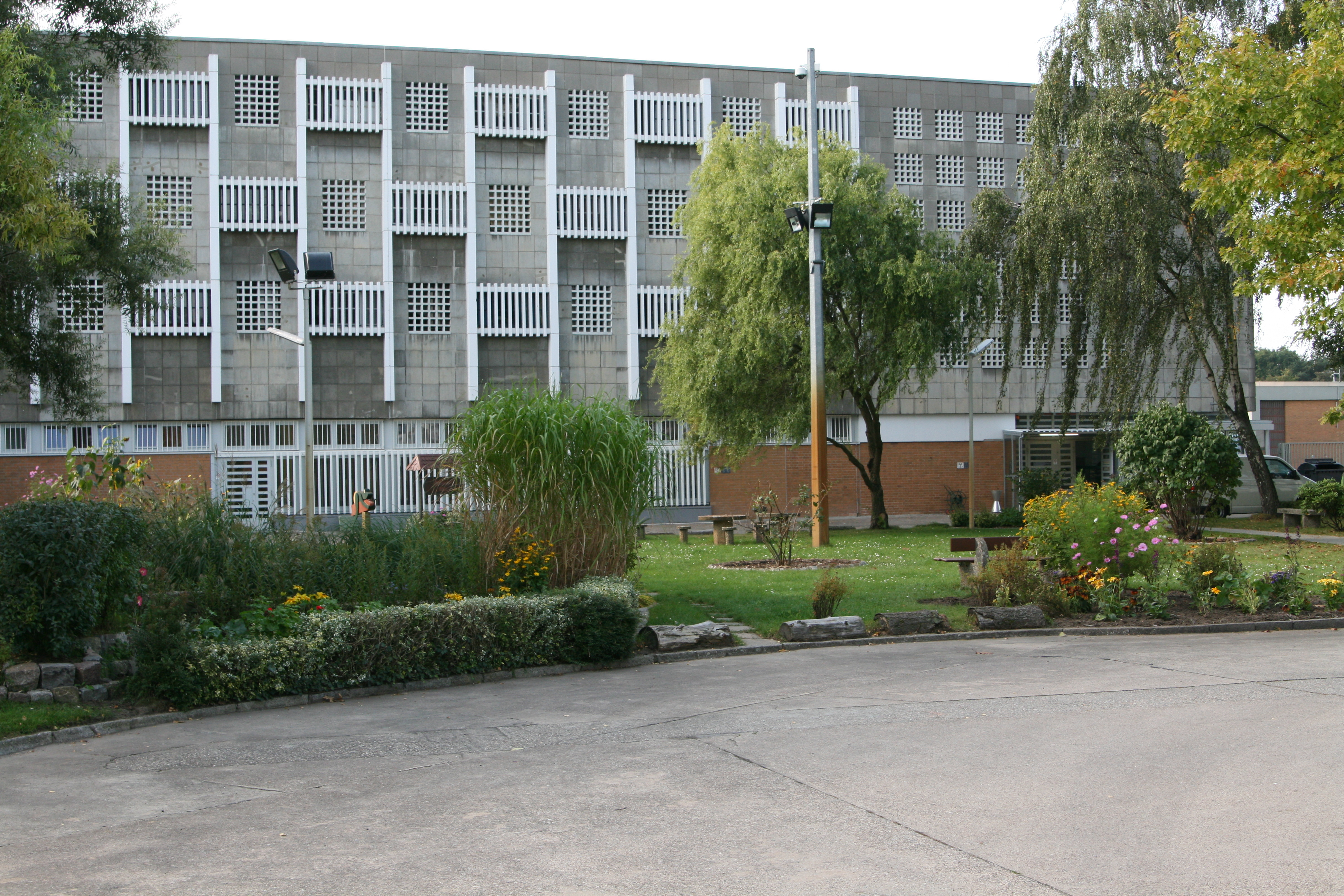
Die Sozialtherapeutische Anstalt in der JVA Tegel

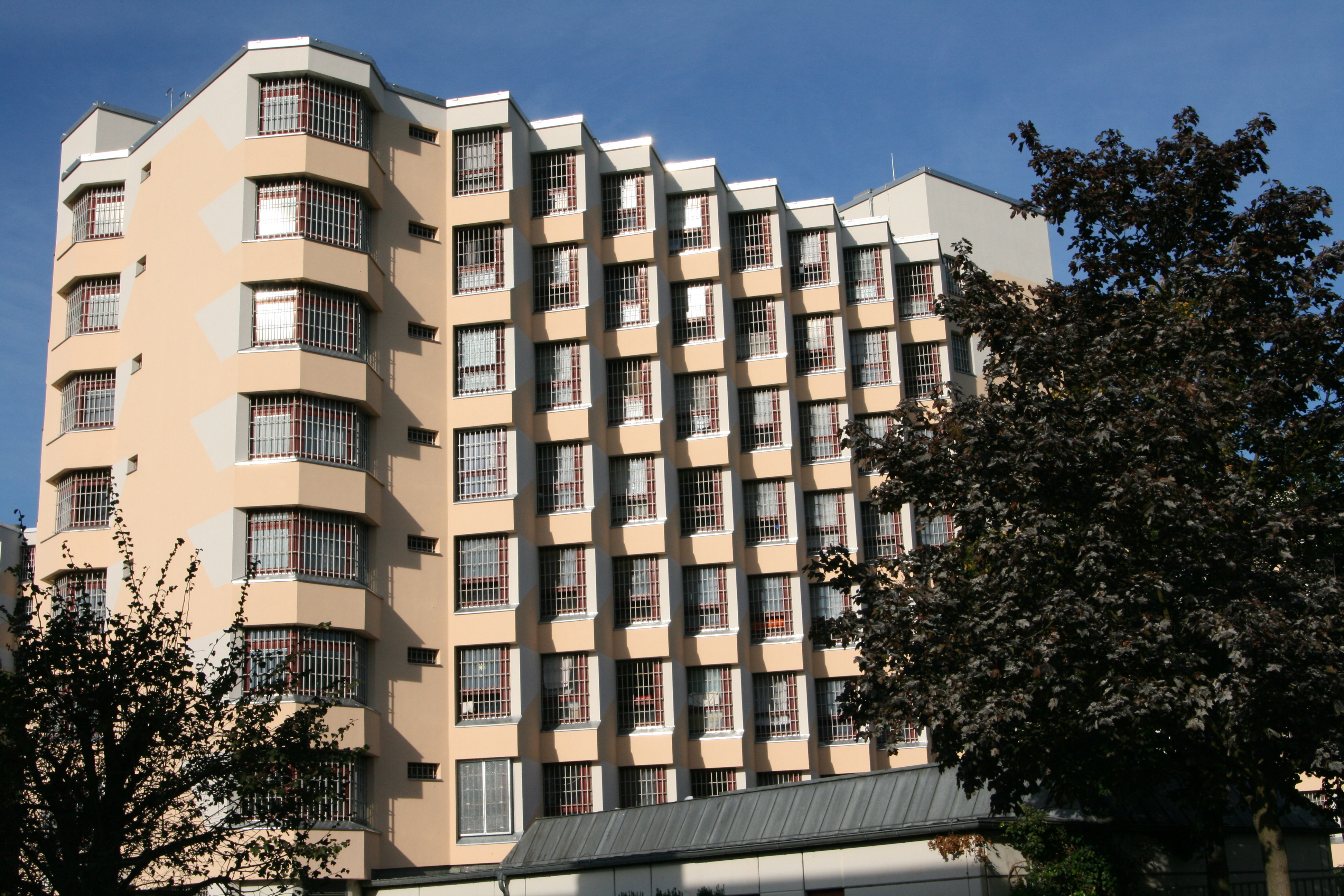
Die Teilanstalt V der JVA Tegel

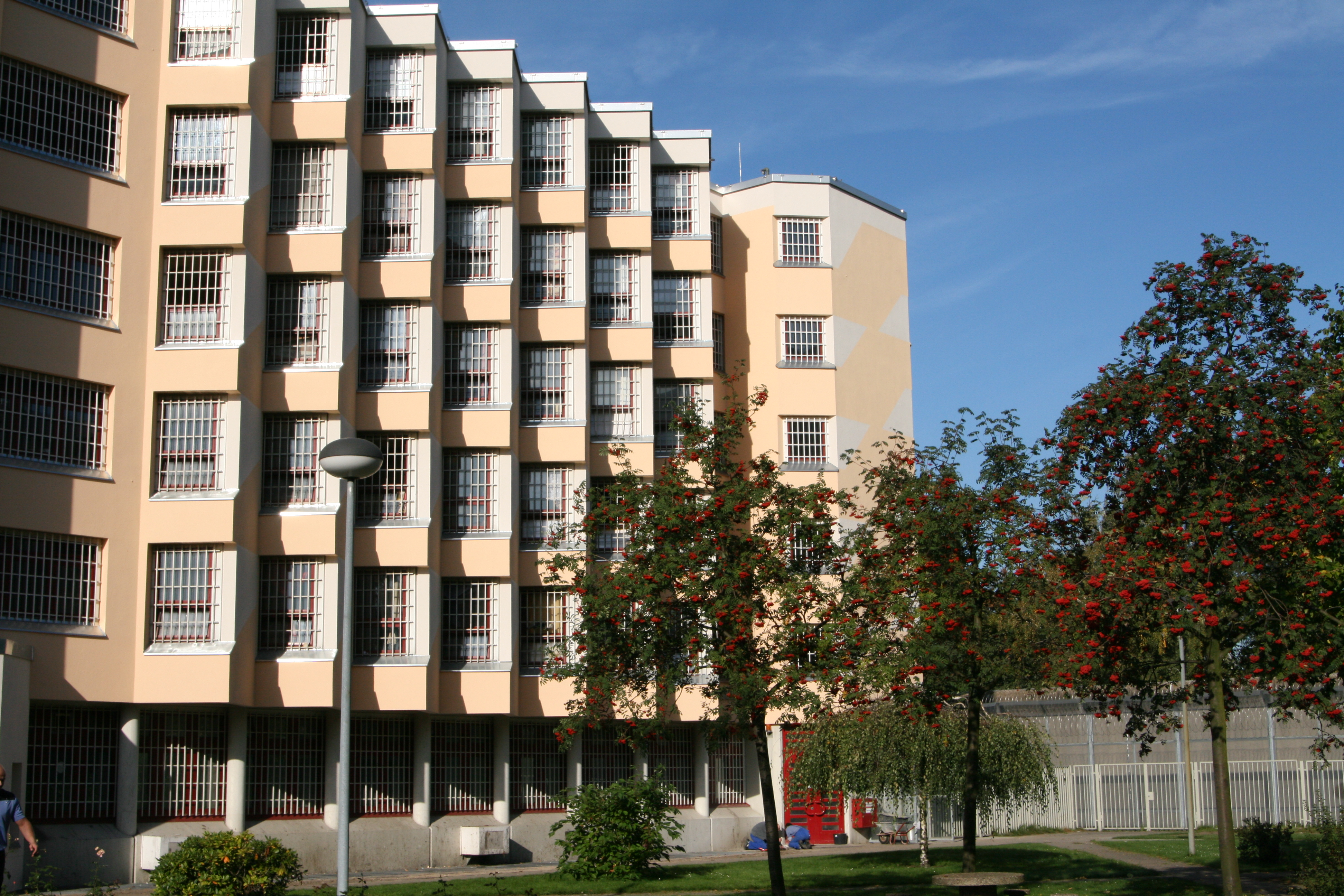
Die Teilanstalt VI der JVA Tegel

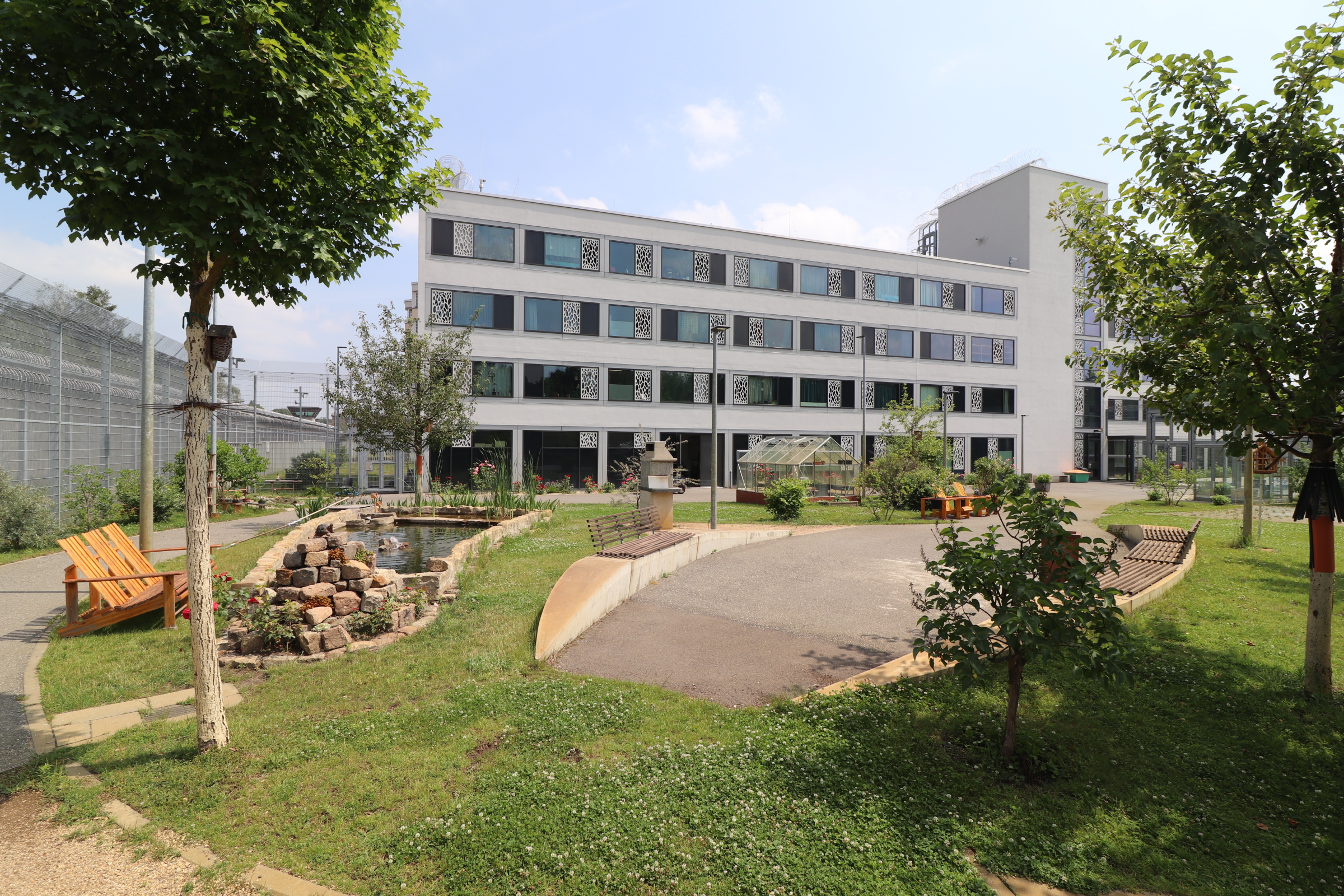
Der geschlossene Bereich der Einrichtung zum Vollzug der Sicherungsverwahrung in der JVA Tegel

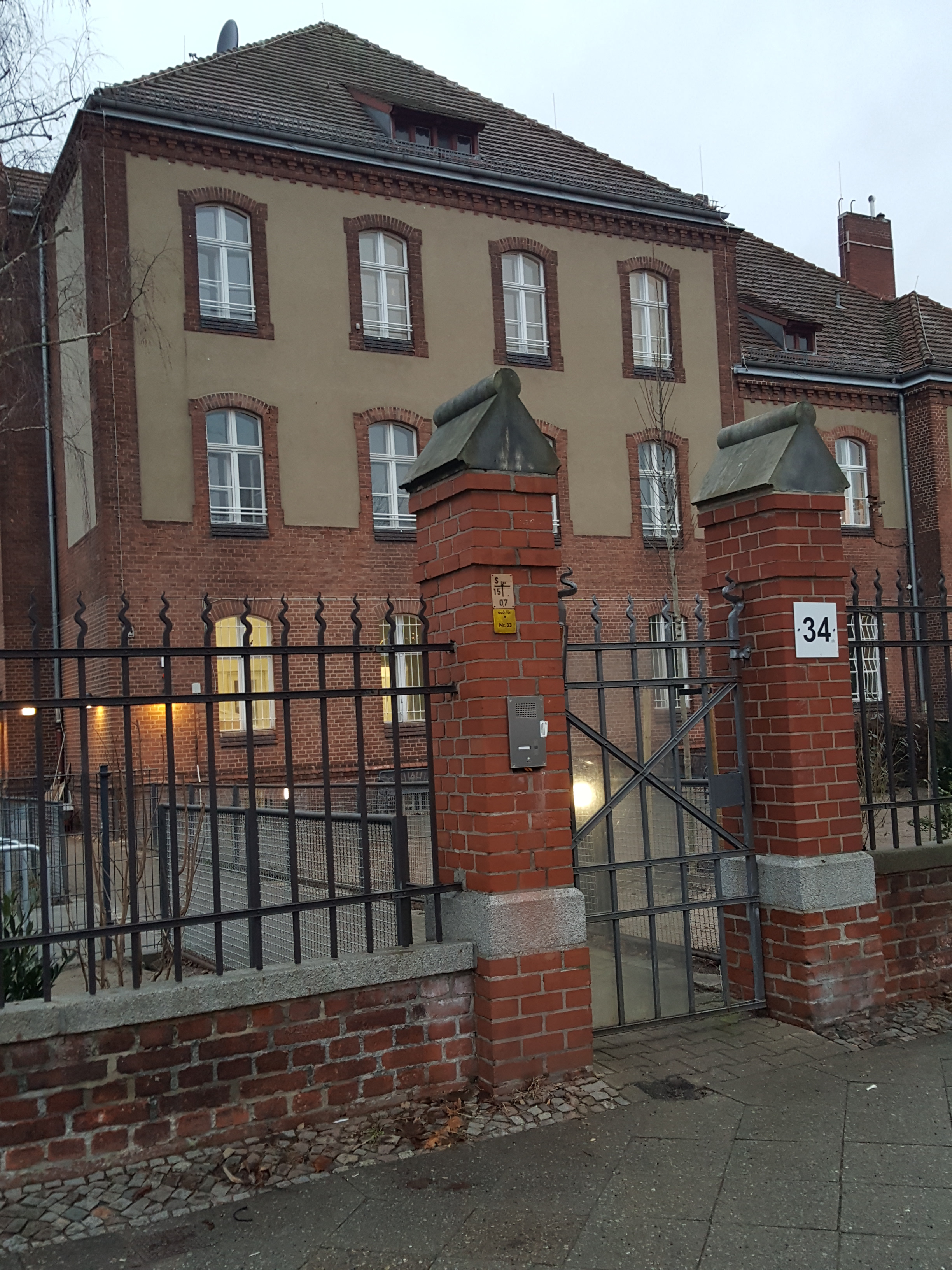
Der offene Bereich der Einrichtung zum Vollzug der Sicherungsverwahrung in der JVA Tegel in der Seidelstraße 34

Im Januar 2024 verfügte die JVA Tegel über 896 Haftplätze im geschlossenen Vollzug und 8 Haftplätze im offenen Vollzug. Die Belegung lag im Jahr 2023 durchschnittlich bei 676 Inhaftierten, davon waren etwa 48 % Ausländer. Vertreten sind sämtliche Strafdauern, von Kurzstrafen bis zu lebenslangen Freiheitsstrafen und Sicherungsverwahrung.
Im Jahr 2018 ließ die Berliner Tageszeitung taz verlauten, die Anstalt sei „halb so groß“ wie vor 50 Jahren und „Konzepte“ seien „kaum noch erkennbar“. Die Gefangenenzeitung Der Lichtblick zitierend sei Tegel „zur reinen Verwahranstalt verkommen“.

## Geschichte
Am 26. Juli 1896 wurde mit dem Bau der Anstalt begonnen. Das Königliche Strafgefängnis Tegel wurde am 1. Oktober 1898 mit ersten Insassen belegt. Auf dem Gelände wurde zwischen 1896 und 1898 eine anstaltseigene Kirche im neugotischen Stil mit Zwillingstürmen errichtet, die Gefängniskirche Tegel.
Im Jahr 1902 erfolgte die endgültige Fertigstellung aller Bauten innerhalb der Umwehrungsmauer, 1906 auch die der Bauten außerhalb. 1916 wurde das Verwahrhaus I zum Militärgefängnis, das Aufsichtspersonal in diesem Trakt wurde vom Militär gestellt.
1918 erfolgte die Umbenennung der Anstalt in Strafgefängnis Tegel, 1931 wurde auch das Verwahrhaus III zum Militärgefängnis umfunktioniert.
Am 21. April 1945 wurde die Anstalt aufgelöst, alle Inhaftierten wurden entlassen. Die französische Besatzungsmacht übernahm die Anstalt im Juli 1945 und gab sie im Oktober an die deutsche Verwaltung zurück, die sie umgehend wieder in Betrieb nahm. 1955 erfolgte die Umbenennung in Strafanstalt Tegel, 1957 wurden fünf Wachtürme auf der ringförmigen Umfassungsmauer gebaut.
Am 1. April 1977 wurde der Name in Justizvollzugsanstalt Tegel geändert.
1979 erfolgte der Baubeginn für die 1982 fertiggestellte Teilanstalt V, 1984 wurde mit der Teilanstalt VI begonnen, die 1988 fertiggestellt wurde.
Im Herbst 2012 wurde die Teilanstalt I bis auf die Drogenabschirmstation aufgrund der nicht verfassungskonformen Gefangenenunterbringung leergeräumt. Im Juli 2015 wurde der vollständigen Leerzug sowie der Abriss der Teilanstalt I beschlossen; der Abriss wurde im Juli 2018 abgeschlossen.

## Bekannte Insassen

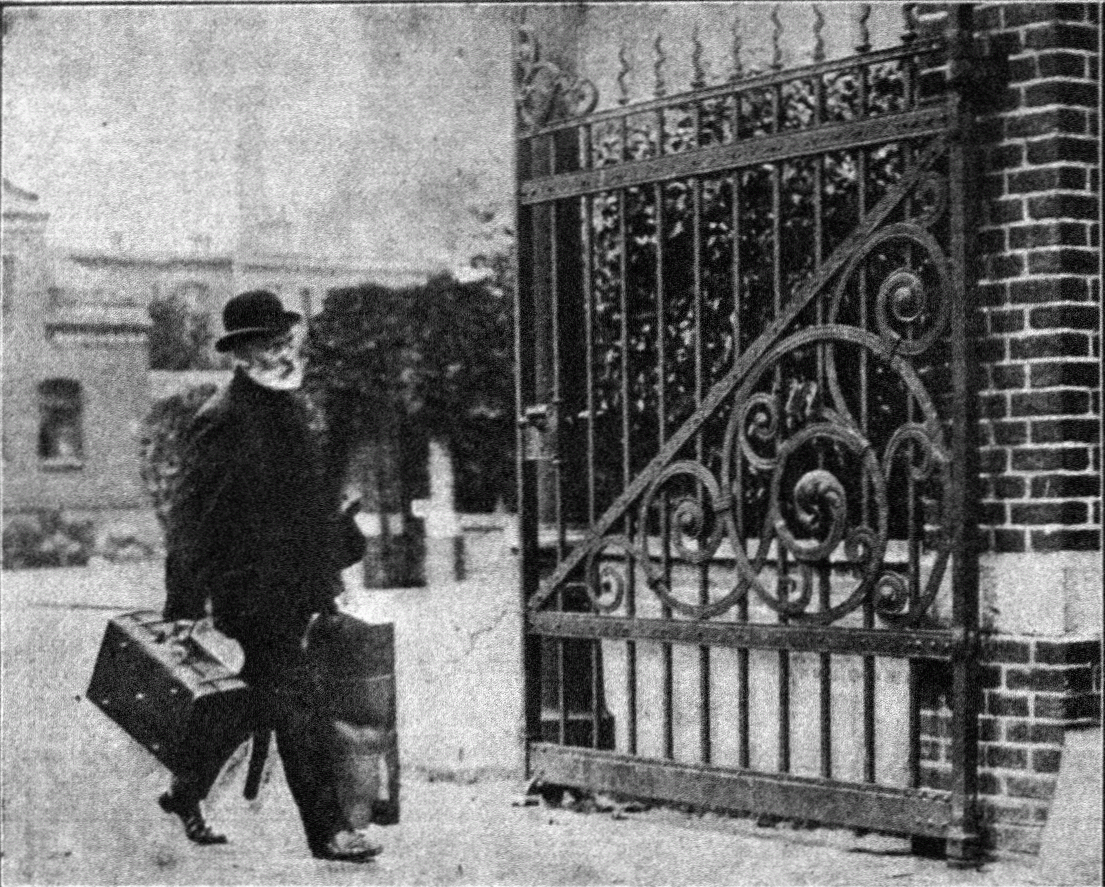
Wilhelm Voigt beim Verlassen des Strafgefängnisses am 16. August 1908

Friedrich Wilhelm Voigt, besser bekannt als Hauptmann von Köpenick, war nach der Verurteilung wegen seiner Köpenickiade knapp zwei Jahre in Tegel inhaftiert. Nach der Begnadigung durch Kaiser Wilhelm II. konnte er am 16. August 1908 das Strafgefängnis verlassen.

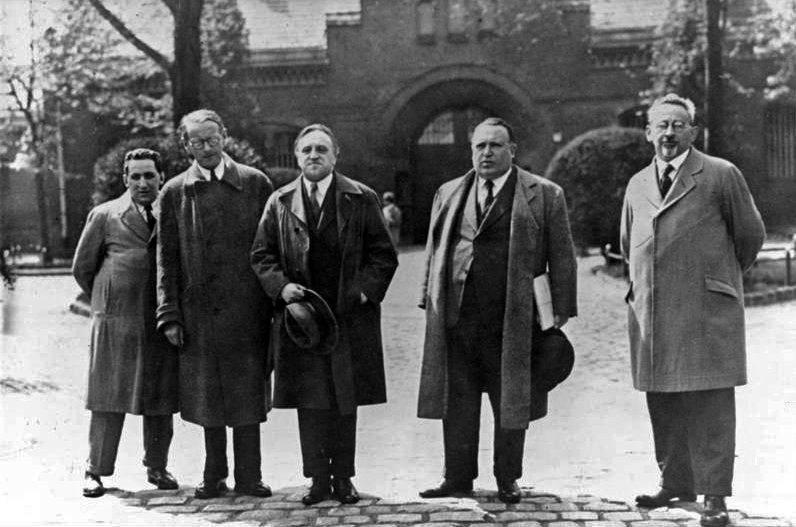
Carl von Ossietzky (Mitte) vor seinem Haftantritt

Vom 10. Mai bis zum 22. Dezember 1932 war der spätere Friedensnobelpreisträger Carl von Ossietzky wegen Landesverrats inhaftiert.
Der 1996 von Papst Johannes Paul II. seliggesprochene Priester Bernhard Lichtenberg war vom 29. Mai 1942 bis zum 23. Oktober 1943 wegen seiner öffentlichen Fürbittgebete für Juden und „nichtarische“ Christen in Tegel in Haft.
Bewegende Briefe, zumeist aus Tegel, schrieb der Theologe Dietrich Bonhoeffer. Er war 1943 als Gegner der Nationalsozialisten im damaligen Militärgefängnis inhaftiert worden. Die Briefe und Aufzeichnungen wurden mit dem Buch Widerstand und Ergebung im Gütersloher Verlagshaus veröffentlicht.
Der Begründer des Kreisauer Kreises Helmuth James Graf von Moltke war von September 1944 bis zum 23. Januar 1945 in Strafgefängnis Berlin-Tegel inhaftiert; die durch den evangelischen Seelsorger Harald Poelchau herausgeschmuggelten Briefe an seine Frau Freya von Moltke „Abschiedsbriefe Gefängnis Tegel“ enthalten u. a. die detailreiche Schilderung des Gefängnisalltages.
Das spätere RAF-Mitglied Andreas Baader war von seiner Festnahme am 4. April bis zu seiner Befreiung am 14. Mai 1970 in der Strafanstalt Tegel inhaftiert. Er verbüßte dort eine dreijährige Freiheitsstrafe wegen der Kaufhaus-Brandstiftungen am 2. April 1968.
1999 trat der Ex-Kommunarde Dieter Kunzelmann seine zehnmonatige Haftstrafe in Tegel an, indem er medienwirksam inszeniert an die Eingangstür klopfte. Das Foto im Spiegel trägt die Bildunterschrift „Ich will hier rein“. Zuvor war er abgetaucht und ließ sich per Todesanzeige für tot erklären. Danach meldete er sich mit einem Buch zurück und feierte am Abend vor dem Haftantritt ein großes Fest im alternativen Kulturzentrum Mehringhof.
Der Ex-Rapper Denis Mamadou Cuspert, unter dem Namen Deso Dogg als Rapper tätig, war ebenfalls einige Zeit in der JVA Tegel inhaftiert.
Der Serienmörder Thomas Rung war um 2000 in der JVA Tegel inhaftiert und beging dort weitere Straftaten, so dass sich die JVA schließlich weigerte, ihn erneut aufzunehmen.
Nach einer handgreiflichen Auseinandersetzung mit einem Polizisten war der Profiboxer Graciano Rocchigiani im Jahr 2002 für zehn Monate in der JVA Tegel inhaftiert.
Auch der Sänger der Rechtsrock-Bands Landser und Die Lunikoff Verschwörung, Michael Regener, saß dort seine Reststrafe ab. Am 21. Oktober 2006 gab es für ihn eine von der NPD angemeldete Konzert-Solidaritätskundgebung vor der Justizvollzugsanstalt.
Der im Mordfall Selimchan Changoschwili vom Generalbundesanwalt angeklagte russische Staatsbürger Vadim S. wurde aufgrund einer vom Bundesnachrichtendienst dargestellten Gefahrenlage für den Angeklagten in die JVA Tegel verlegt.

## Die JVA in der Öffentlichkeit
Der Schriftsteller Alfred Döblin platzierte den Anfang seines berühmtesten Romans Berlin Alexanderplatz (1929) in seiner literarischen Verarbeitung in der Tegeler Strafanstalt, wo die Hauptfigur, Franz Biberkopf, vier Jahre wegen unbeabsichtigten Totschlags seiner Partnerin inhaftiert war. In der Verfilmung Berlin – Alexanderplatz von Piel Jutzi aus dem Jahr 1931 und in Rainer Werner Fassbinders Verfilmung dieses Romans für eine Fernsehserie im Jahr 1980 kommt die Tegeler Strafanstalt als Kulisse vor.
Gefangene der JVA Tegel produzieren seit 1968 die Gefangenenzeitung Lichtblick, die als Deutschlands einzige unzensierte Gefangenenzeitung vor ihrem Erscheinen nicht der Anstaltsleitung vorgelegt werden muss und viermal im Jahr in einer Auflage von 7500 Stück bundesweit vertrieben wird. Die Gefangenzeitung, deren erste Ausgabe am 25. Oktober 1968 erschien, wird unterstützt durch den Förderverein der Lichtblick e. V. Verantwortlicher Chefredakteur 2012/2013 war der stadtbekannte ehemalige Hausbesetzer und Bankräuber Dieter Wurm. Am 31. August 2022 wurden die Redaktionsräume durchsucht und sämtliche Rechner durch die Polizei beschlagnahmt. Die damals nur aus zwei Häftlingen bestehende Redaktion wurde aufgelöst. Dem damals verantwortlichen Redakteur wird vorgeworfen, er habe mithilfe der Rechner betrügerische Geschäfte gemacht. Seit Dezember 2022 werden die Häftlinge in einem durch die taz Panter-Stiftung finanzierten journalistischen Projekt durch wöchentliche Workshops beim Aufbau einer neuen fünfköpfigen Lichtblick-Redaktion unterstützt.
Seit 1997 veranstaltet das Berliner Theaterprojekt Gefängnistheater aufBruch Theateraufführungen mit den Insassen. Ziel ist, durch das Mittel der Kunst den von der Öffentlichkeit ausgeschlossenen Ort Gefängnis der Öffentlichkeit zugänglich zu machen und durch darstellerisches Handwerk den Gefangenen eine Sprache, eine Stimme und ein Gesicht zu verleihen, das die Möglichkeit einer vorurteilsfreien Begegnung zwischen Draußen und Drinnen schafft. Ein weiteres Ziel ist ein lebendes Theater auf künstlerisch hohem Niveau, das in der Kombination von Persönlichkeit und dramatischem Text entsteht und durch Authentizität und Aussagekraft überzeugt.
1971 sendete der WDR den preisgekrönten Dokumentarfilm Weihnachten in Tegel von Monika Schlecht und Dieter Storp. Darin spielten auch der damalige Anstaltsleiter Glaubrecht und die Redaktion des Lichtblick eine Rolle.
Ein weiteres Medienprojekt der Tegeler Gefängnisinsassen war 1998 das Internetportal Planet Tegel.